# Viaduc du Chadon
Le Viaduc de Chadon est un viaduc de 530 mètres de longueur de l'autoroute française A89 situé sur la commune de Gimel-les-Cascades dans le département de la Corrèze, en France.
Construit entre août 2000 et janvier 2002, le viaduc se situe à 3 km à l'est du Viaduc du Pays de Tulle traversant la Corrèze.
Il a été construit par un groupement Dodin-Eiffel.
Le tablier a été achevé à la mi-novembre 2001.